# Dove Creek
Dove Creek település az Amerikai Egyesült Államok Colorado államában, Dolores megyében, melynek megyeszékhelye is. Lakosainak száma 635 fő (2020. április 1.).

## Népesség
A település népességének változása:

| 2010 | 735 |
| 2020 | 635 |